# Bernard Vandermersch
Bernard Vandermersch est un psychiatre français et un psychanalyste lacanien, né en 1942, membre de l'ALI, auteur de livres techniques, d'enseignement, et ayant co-dirigé (en 1995) un dictionnaire de la psychanalyse avec Roland Chemama. 